# ژاله‌پوشان
ژاله‌پوشان (نام علمی: Droseraceae) نام یک خانواده از راسته میخک‌سانان است که از حشره ها تغذیه میکند و در بعضی از خانه ها پرورش میابد ولی پرورش و نگهداری این گیاه در خانه توصیه نمیشود.